# Griffith Park

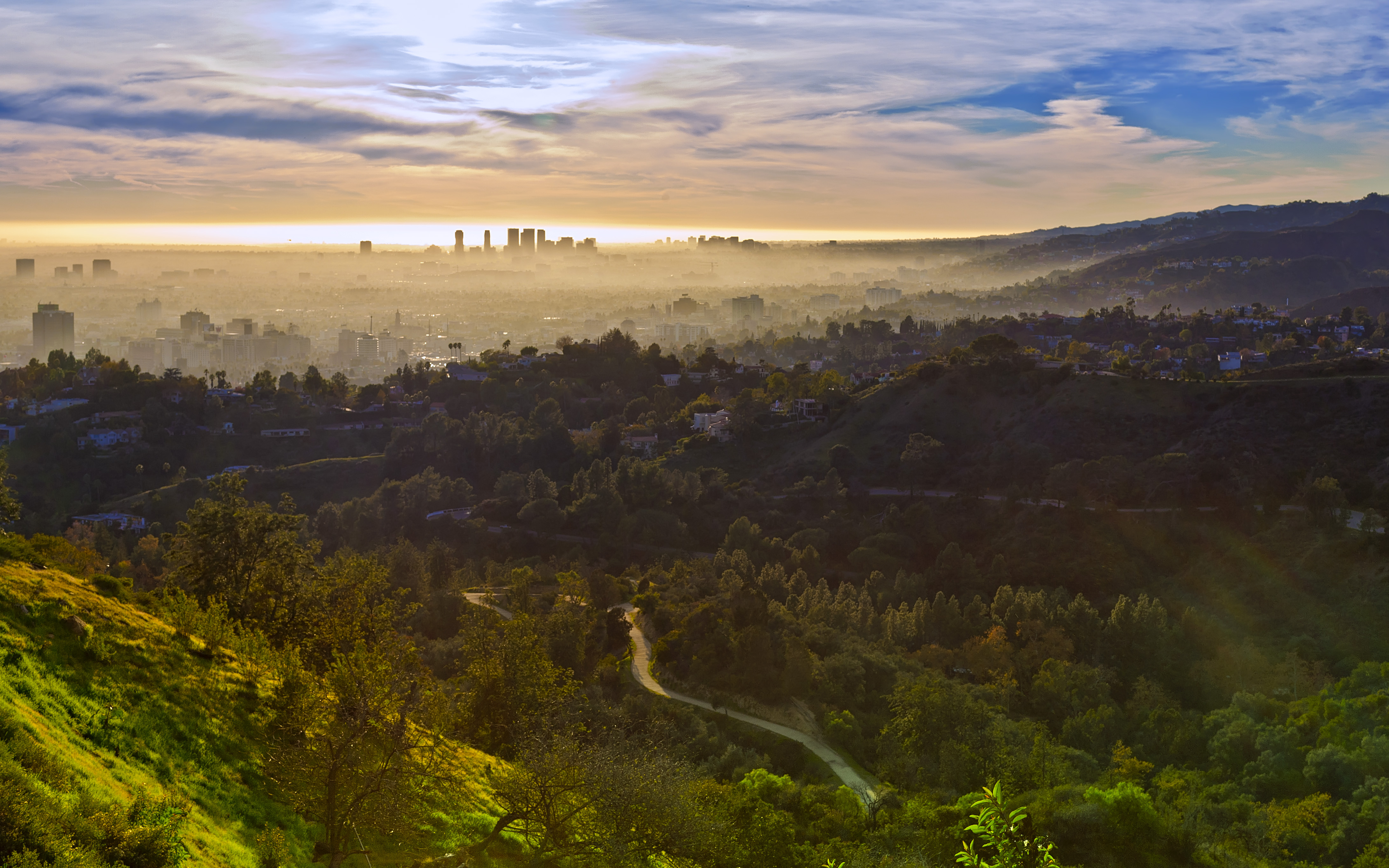
Pohled na Hollywood a centrum LA z Griffithovy observatoře

Griffith Park je městský park na východním konci pohoří Santa Monica Mountains ve městě Los Angeles, ve státě Kalifornie, USA. Park je s plochou cca 1740 ha největším městským parkem v USA a zároveň jedním z největších městských parků v Severní Americe.
Nachází se severně od centra města a skládá se z členitých kopců a zalesněných údolí.
Někdy se mu přezdívá losangeleský Central Park.

## Historie
Území dnešního parku daroval městu roku 1896 plukovník Griffith J. Griffith, úspěšný podnikatel a investor do stříbrných dolů, který skupoval nemovitosti a pozemky v Los Angeles. Jeho původní plán na vybudování veřejného parku s observatoří, který by se rozkládal na svazích hory Mount Hollywood byl nejprve zamítnut. Po odkázání velké části svého majetku ve své závěti na tento projekt bylo však po jeho smrti přece jen rozhodnuto o začátku výstavby. 14. května 1935 byl Griffith Park otevřen pro veřejnost. V současnosti je oblíbeným místem, které každoročně navštíví miliony lidí. Přes den je v parku bezpečno, ale v noci se v něm nedoporučuje setrvávat.

## Griffith Observatory

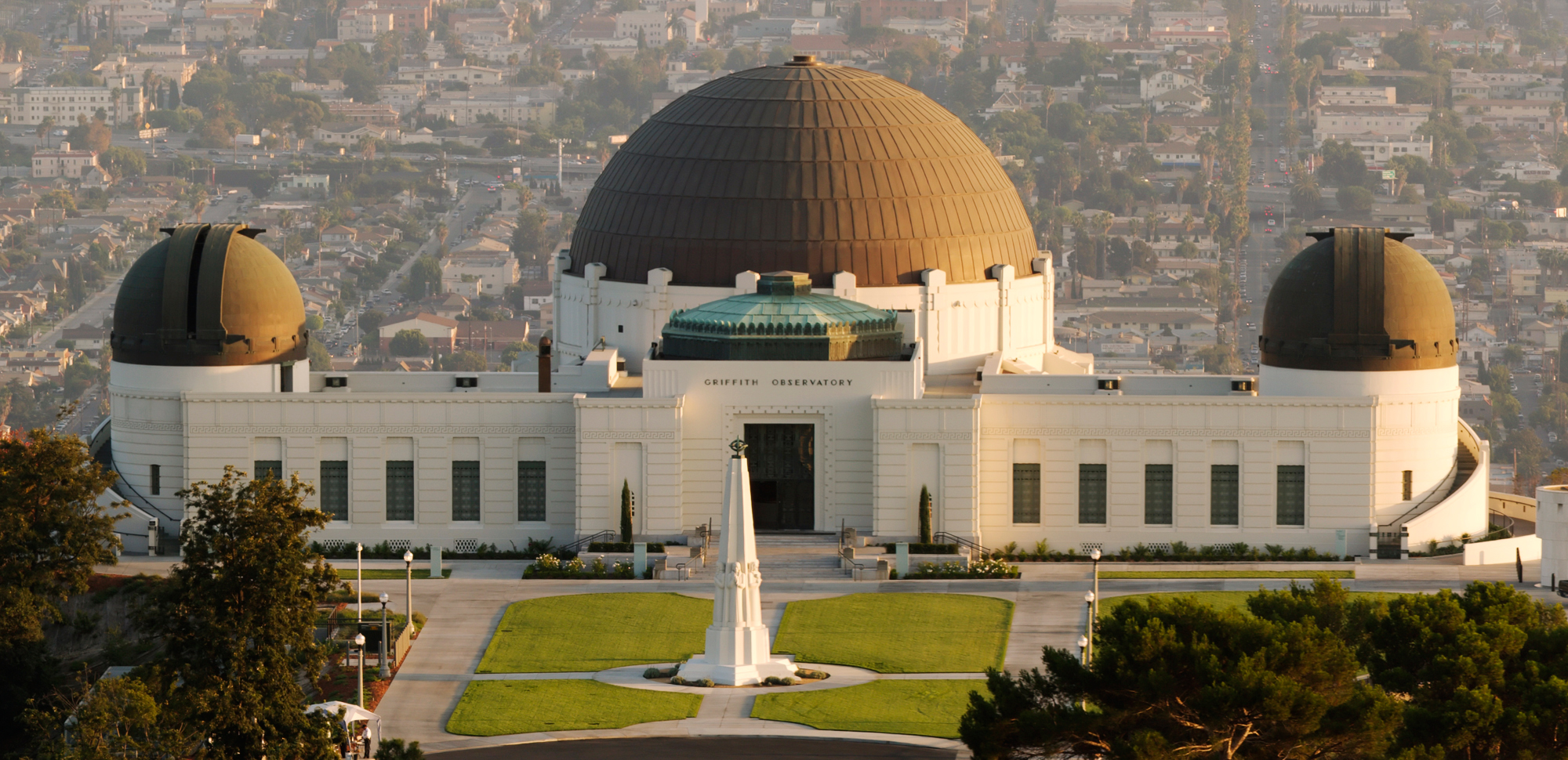
Griffithova observatoř

Nejvýraznější dominantou kopce Mount Hollywood v Griffith Parku je Griffith Observatory, ze které se naskýtá skvělý výhled na losangeleskou kotlinu. Stavba byla pojata ve stylu art deco a v roce 2006 prošla rozsáhlou renovací.
V parku dále najdeme losangeleskou zoo, hudební scénu Greek Theater vytvořenou podle vzoru starořeckého amfiteátru nebo slavný Hollywood Sign na kopci Mount Lee.